# اوخته
یوچت (به آلمانی: Uchte) یک شهر در آلمان است که در نیدرزاکسن واقع شده‌است.

## خصوصیات
یوچت ۹۰٫۶۹ کیلومترمربع مساحت دارد ۳۷ متر بالاتر از سطح دریا واقع شده‌است.

## خواهرخوانده
شهرهای Sourdeval و Ząbkowice Śląskie خواهرخوانده‌های یوچت هستند.